# 九重味淋大蔵
九重味淋大蔵（ここのえみりんおおぐら）は、愛知県碧南市浜寺町2丁目11 九重味淋株式会社敷地内にある建築物（醸造蔵）。
宝永3年（1706年）に建てられ、天明7年（1787年）に九重味淋に移築された。2005年（平成17年）には登録有形文化財に登録された。内部には5キロリットルの醸造タンクが42個並んでおり、年間約2500キロリットルのみりんが製造される。九重味淋を象徴する建築物であるとされる。

## 歴史

### 鳴海における竣工
宝永3年（1706年）、この建物は尾張国愛知郡鳴海村（現・愛知県名古屋市緑区）に酒蔵として建てられた。当時の所有者は千代倉家であり、鳴海村で新田開発、鉄商、酒造などを行っていた。

### 九重味淋への移築

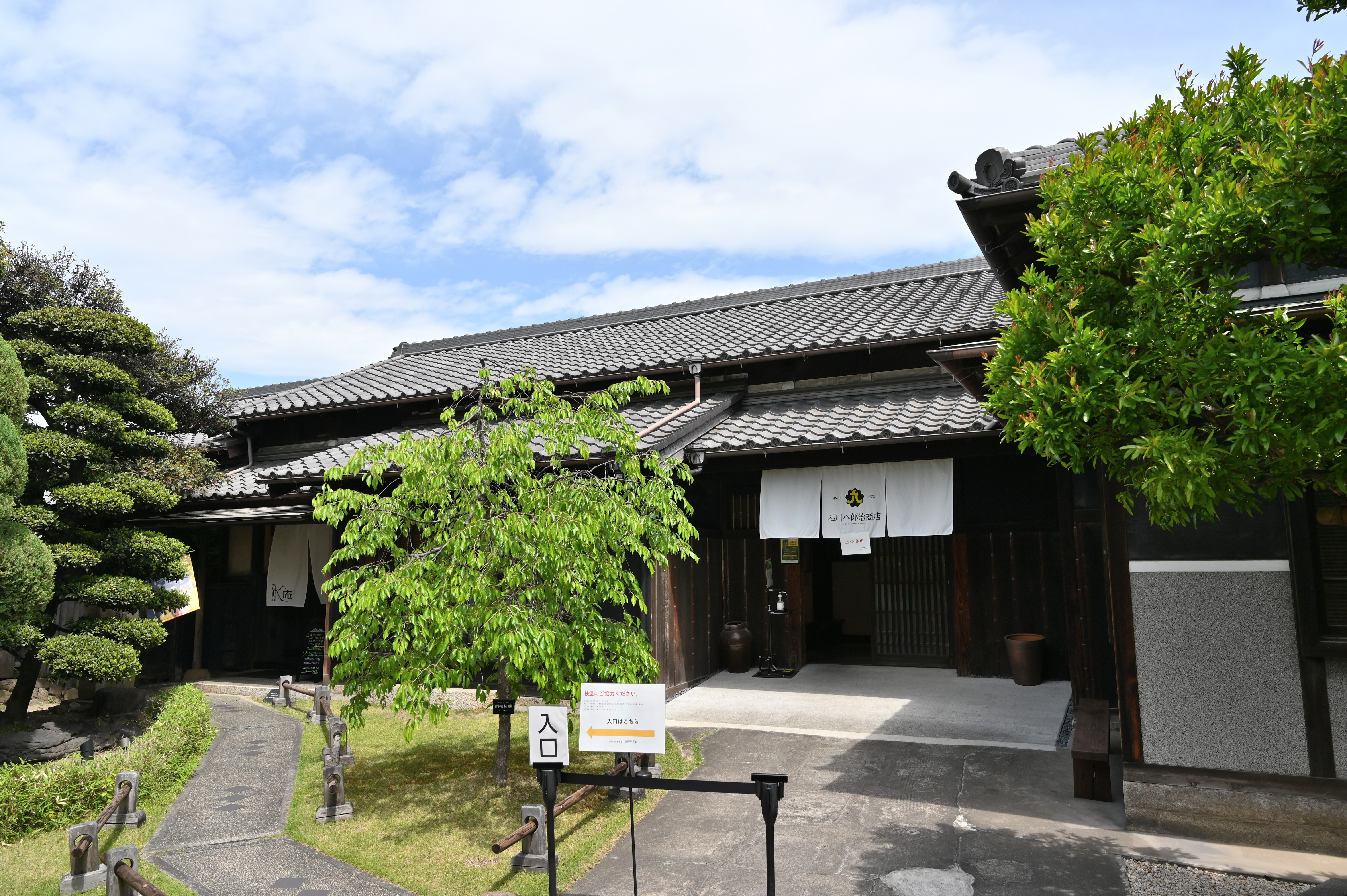
九重味淋

三河国碧海郡大浜村（現・碧南市）の石川家は海運業で財を成した家である。安永元年（1772年）、22代当主である石川八郎右衛門信敦が酒粕を利用してみりんの製造を開始すると（九重味淋の創業）、石川家はこの建物を買い取って天明7年（1787年）に移築した。移築の際には蔵の中央部を増築したとされる。かつて2階では糀が製造されていた。

### 近年の動向
2005年（平成17年）2月9日、登録有形文化財に登録された。九重味淋の敷地内には別の蔵を改装した九重味淋時代館があり、石川家の帳簿などが展示されている。2018年（平成30年）には敷地内の母屋にショップとレストランが開店した。

## 建築

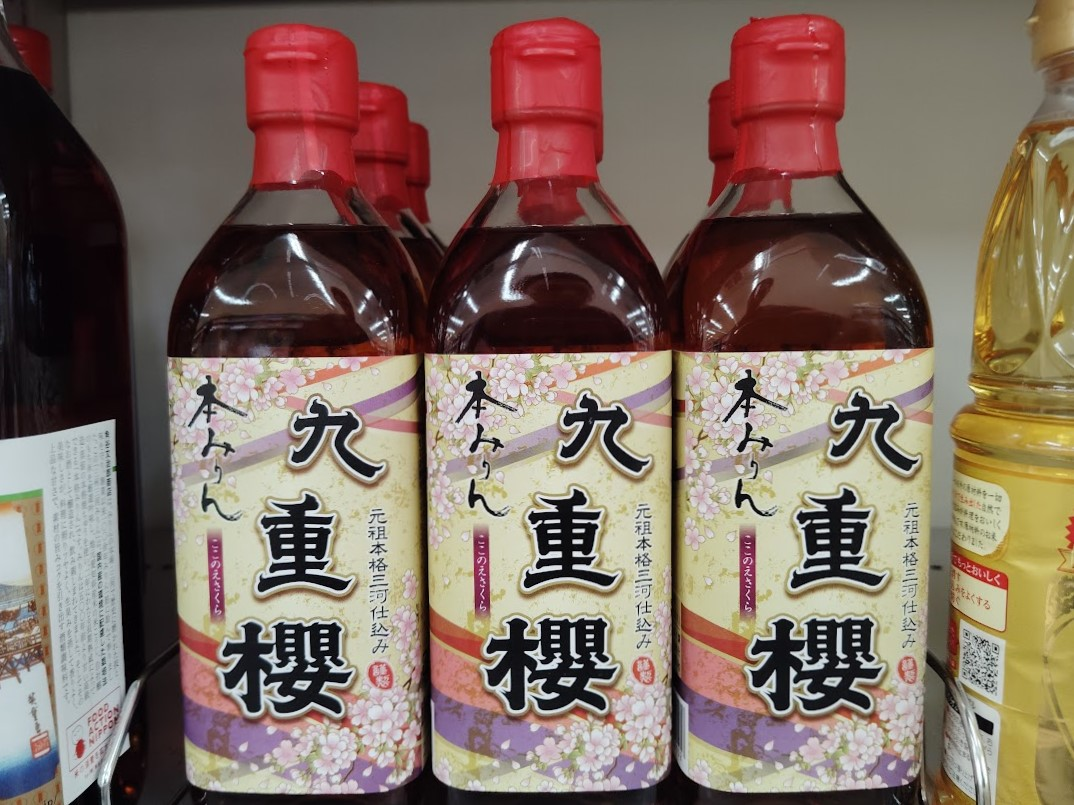
銘柄「九重櫻」

土蔵造2階建、切妻造、桟瓦葺。北側が路地に面する大型の蔵である。土壁の上に黒色の板が貼られた押縁下見板張であり、多数設けられた小さな開口部には白漆喰が塗られている。
主体部は東西に長く伸び、南西側に鈎の手状の突出部を有する。1階・2階とも内部は広い空間となっている。温度変化の少ない土蔵造の構造がみりんの熟成に適しているとされる。